# Manzanola
Manzanola est une ville américaine située dans le comté d'Otero dans le Colorado.
Selon le recensement de 2010, Manzanola compte 434 habitants. La municipalité s'étend sur 0,28 milles carrés (0,73 km2).
D'abord appelée Catlin, la ville prend le nom de Manzanola (« pomme rouge » en espagnol) en référence à ses vergers.

## Démographie
| 1910 | 1920 | 1930 | 1940 | 1950 | 1960 |
| ---- | ---- | ---- | ---- | ---- | ---- |
| 428  | 562  | 578  | 531  | 543  | 562  |

| 1970 | 1980 | 1990 | 2000 | 2010 | - |
| ---- | ---- | ---- | ---- | ---- | - |
| 451  | 459  | 437  | 525  | 434  | - |